# AC Sparta Praha 2022/2023
Tento článek se podrobně zabývá všemi událostmi ve fotbalovém klubu AC Sparta Praha v sezoně 2022/23 a jeho působení v 1. lize, MOL Cupu a evropských pohárech. Sparta se v předchozím ročníku umístila na 3. místě a zajistila si tak start ve druhém předkole Evropské konferenční ligy.

## Soupiska
| Č. | Poz. |           | Hráč                   | Datum narození a věk        | 2022/23 | 2022/23 | 2022/23 | 2022/23   | 2022/23 | Sparta |
| Č. | Poz. | Z         | Hráč                   | Datum narození a věk        | Gól     | A       |         | Vyloučení | Z       |        |
| -- | ---- | --------- | ---------------------- | --------------------------- | ------- | ------- | ------- | --------- | ------- | ------ |
| 1  | B    | Rumunsko  | Florin Niță            | 3. července 1987 (37 let)   | 0       | 0       | 0       | 0         | 0       | 110    |
| 2  | O    | Česko     | Martin Suchomel        | 11. září 2002 (22 let)      | 0       | 0       | 0       | 0         | 0       | 6      |
| 3  | O    | Česko     | Ondřej Čelůstka        | 18. června 1989 (35 let)    | 0       | 0       | 0       | 0         | 0       | 47     |
| 7  | Ú    | Česko     | Tomáš Čvančara         | 13. srpna 2000 (24 let)     | 0       | 0       | 0       | 0         | 0       | 19     |
| 8  | Z    | Česko     | David Pavelka          | 18. května 1991 (33 let)    | 0       | 0       | 0       | 0         | 0       | 86     |
| 9  | Ú    | Česko     | Jan Kuchta             | 8. ledna 1997 (28 let)      | 0       | 0       | 0       | 0         | 0       | 0      |
| 10 | Z    | Česko     | Adam Karabec           | 2. července 2003 (21 let)   | 0       | 0       | 0       | 0         | 0       | 83     |
| 11 | Ú    | Bulharsko | Martin Minčev          | 22. dubna 2001 (23 let)     | 0       | 0       | 0       | 0         | 0       | 57     |
| 13 | Z    | Česko     | Kryštof Daněk          | 5. ledna 2003 (22 let)      | 0       | 0       | 0       | 0         | 0       | 0      |
| 14 | Ú    | Česko     | Václav Drchal          | 25. července 1999 (25 let)  | 0       | 0       | 0       | 0         | 0       | 26     |
| 15 | Z    | Česko     | Jakub Jankto           | 19. ledna 1996 (29 let)     | 0       | 0       | 0       | 0         | 0       | 0      |
| 16 | Z    | Česko     | Michal Sáček           | 19. září 1996 (28 let)      | 0       | 0       | 0       | 0         | 0       | 194    |
| 17 | O    | Dánsko    | Casper Højer Nielsen   | 20. listopadu 1994 (30 let) | 0       | 0       | 0       | 0         | 0       | 15     |
| 18 | Z    | Česko     | Lukáš Sadílek          | 23. května 1996 (28 let)    | 0       | 0       | 0       | 0         | 0       | 0      |
| 19 | O    | Česko     | Jan Mejdr              | 11. května 1995 (29 let)    | 0       | 0       | 0       | 0         | 0       | 0      |
| 20 | Ú    | Česko     | Vojtěch Patrák         | 18. března 2000 (24 let)    | 0       | 0       | 0       | 0         | 0       | 4      |
| 21 | Z    | Česko     | Jakub Pešek            | 24. června 1993 (31 let)    | 0       | 0       | 0       | 0         | 0       | 49     |
| 22 | Z    | Slovensko | Lukáš Haraslín         | 26. května 1996 (28 let)    | 0       | 0       | 0       | 0         | 0       | 42     |
| 24 | B    | Česko     | Vojtěch Vorel          | 18. června 1996 (28 let)    | 0       | 0       | 0       | 0         | 0       | 0      |
| 25 | O    | Dánsko    | Asger Sørensen         | 5. června 1996 (28 let)     | 0       | 0       | 0       | 0         | 0       | 0      |
| 26 | Z    | Česko     | Jan Fortelný           | 24. června 1993 (31 let)    | 0       | 0       | 0       | 0         | 0       | 2      |
| 27 | O    | Česko     | Filip Panák            | 2. listopadu 1995 (29 let)  | 0       | 0       | 0       | 0         | 0       | 29     |
| 28 | O    | Česko     | Tomáš Wiesner          | 17. července 1997 (27 let)  | 0       | 0       | 0       | 0         | 0       | 73     |
| 29 | B    | Česko     | Milan Heča             | 23. března 1991 (33 let)    | 0       | 0       | 0       | 0         | 0       | 68     |
| 30 | O    | Česko     | Jaroslav Zelený        | 20. srpna 1992 (32 let)     | 0       | 0       | 0       | 0         | 0       | 0      |
| 32 | O    | Norsko    | Andreas Vindheim       | 4. srpna 1995 (29 let)      | 0       | 0       | 0       | 0         | 0       | 60     |
| 33 | O    | Slovensko | Dávid Hancko           | 13. prosince 1997 (27 let)  | 0       | 0       | 0       | 0         | 0       | 97     |
| 37 | Z    | Česko     | Ladislav Krejčí (1999) | 20. dubna 1999 (25 let)     | 0       | 0       | 0       | 0         | 0       | 87     |
| 39 | Ú    | Česko     | Lukáš Juliš            | 2. prosince 1994 (30 let)   | 0       | 0       | 0       | 0         | 0       | 119    |
| 41 | O    | Česko     | Martin Vitík           | 21. ledna 2003 (22 let)     | 0       | 0       | 0       | 0         | 0       | 44     |
| 77 | B    | Slovensko | Dominik Holec          | 28. července 1994 (30 let)  | 0       | 0       | 0       | 0         | 0       | 15     |

### Příchody
Letní přestupy
| Pozice | Nár.   | Hráč            | Datum narození a věk     | Předchozí tým        | Pozn.     |
| ------ | ------ | --------------- | ------------------------ | -------------------- | --------- |
| O      | Česko  | Jan Mejdr       | 11. května 1995 (27 let) | FC Hradec Králové    | Přestup   |
| O      | Česko  | Jaroslav Zelený | 20. srpna 1992 (29 let)  | FK Jablonec          | Přestup   |
| Z      | Česko  | Kryštof Daněk   | 5. ledna 2003 (19 let)   | SK Sigma Olomouc     | Přestup   |
| Z      | Česko  | Lukáš Sadílek   | 23. května 1996 (26 let) | 1. FC Slovácko       | Přestup   |
| Ú      | Česko  | Jan Kuchta      | 8. ledna 1997 (25 let)   | FK Lokomotiv Moskva  | Přestup   |
| O      | Dánsko | Asger Sørensen  | 5. června 1996 (26 let)  | 1. FC Norimberk      | Přestup   |
| Z      | Česko  | Jakub Jankto    | 19. ledna 1996 (26 let)  | Getafe CF            | Hostování |
| B      | Česko  | Matěj Kovář     | 17. května 2000 (22 let) | Manchester United FC | Hostování |

Návraty z hostování: Drchal, Fortelný, Hanousek, Havelka, Kulhánek, Štetina, Trávník, Vindheim, Vorel

### Odchody
Letní přestupy
| Pozice | Nár.      | Hráč          | Datum narození a věk       | AC Sparta Praha | AC Sparta Praha | Nový tým            | Pozn.         |
| Pozice | Nár.      | Hráč          | Datum narození a věk       | Z               | G               | Nový tým            | Pozn.         |
| ------ | --------- | ------------- | -------------------------- | --------------- | --------------- | ------------------- | ------------- |
| Ú      | Česko     | Adam Hložek   | 25. července 2002 (19 let) | 131             | 40              | Bayer 04 Leverkusen | Přestup       |
| O      | Slovensko | Lukáš Štetina | 28. července 1991 (30 let) | 80              | 3               | FC Spartak Trnava   | Konec smlouvy |
| Ú      | Česko     | Matěj Pulkrab | 23. května 1997 (25 let)   | 67              | 18              | SV Sandhausen       | Konec smlouvy |
| Z      | Česko     | Jiří Kulhánek | 8. března 1996 (26 let)    | 17              | 0               | bez angažmá         | Konec smlouvy |
| Z      | Česko     | Bořek Dočkal  | 30. září 1988 (33 let)     | 245             | 40              | —                   | Konec kariéry |
| O      | Slovensko | Dávid Hancko  | 13. prosince 1997 (24 let) | 84              | 17              | Feyenoord           | Přetsup       |

Odchody na hostování: Matěj Polidar (FK Jablonec), Michal Trávník (1. FC Slovácko), Václav Sejk (FK Jablonec), Matěj Hanousek (Gaziantep FK),                          Filip Souček (FC Zbrojovka Brno), Matěj Ryneš (FC Hradec Králové), Filip Havelka (FK Dukla Praha)

## Liga

### Přehled
| 0        | 1 | 2 | 3 | 4 | 5 | 6 | 7 | 8 | 9 | 10 | 11 | 12 | 13 | 14 | 15 | 16 | 17 | 18 | 19 | 20 | 21 | 22 | 23 | 24 | 25 | 26 | 27 | 28 | 29 | 30 |
| -------- | - | - | - | - | - | - | - | - | - | -- | -- | -- | -- | -- | -- | -- | -- | -- | -- | -- | -- | -- | -- | -- | -- | -- | -- | -- | -- | -- |
| Výsledek |   |   |   |   |   |   |   |   |   |    |    |    |    |    |    |    |    |    |    |    |    |    |    |    |    |    |    |    |    |    |
| Pozice   |   |   |   |   |   |   |   |   |   |    |    |    |    |    |    |    |    |    |    |    |    |    |    |    |    |    |    |    |    |    |

### Zápasy

#### Podzimní část
| 1 31. července 2022 | AC Sparta Praha |  | FC Slovan Liberec | Letná, Praha |  |  |
| 19:00               |                 |  |                   |              |  |  |
|                     |                 |  |                   |              |  |  |

## Pohár
Sparta se jako účastník evropských pohárů do národního poháru zapojí v jeho 3. kole.

## Evropské poháry

### 2. předkolo Evropské konferenční ligy
| 1. zápas 21. července 2022 | AC Sparta Praha |  | Viking FK | Letná, Praha |  |  |
| 19:00                      |                 |  |           |              |  |  |
|                            |                 |  |           |              |  |  |

| odveta 28. července 2022 | Viking FK |  | AC Sparta Praha | Viking Stadion, Stavanger |  |  |
| 19:00                    |           |  |                 |                           |  |  |
|                          |           |  |                 |                           |  |  |

## Statistiky

### Góly
| Gól | Hráč                   | Liga | P | EP |
| --- | ---------------------- | ---- | - | -- |
| 6   | Tomáš Čvančara         | 4    | 2 | 0  |
| 4   | Jan Kuchta             | 4    | 0 | 0  |
| 3   | Asger Sørensen         | 3    | 0 | 0  |
| 2   | Casper Højer Nielsen   | 2    | 0 | 0  |
| 2   | Kryštof Daněk          | 2    | 0 | 0  |
| 2   | Ladislav Krejčí (1999) | 2    | 0 | 0  |
| 2   | Jaroslav Zelený        | 0    | 1 | 1  |
| 2   | Martin Vitík           | 0    | 2 | 0  |
| 2   | Martin Minčev          | 1    | 1 | 0  |
| 2   | Lukáš Sadílek          | 2    | 0 | 0  |
| 1   | Adam Karabec           | 1    | 0 | 0  |
| 1   | Lukáš Juliš            | 1    | 0 | 0  |
| 1   | Jakub Jankto           | 1    | 0 | 0  |
| 1   | Tomáš Wiesner          | 1    | 0 | 0  |

### Asistence
| A | Hráč                 | Liga | P | EP |
| - | -------------------- | ---- | - | -- |
| 7 | Casper Højer Nielsen | 7    | 0 | 0  |
| 3 | Tomáš Čvančara       | 2    | 1 | 0  |
| 3 | Jan Mejdr            | 0    | 3 | 0  |
| 2 | Kryštof Daněk        | 2    | 0 | 0  |
| 2 | Tomáš Wiesner        | 1    | 0 | 1  |
| 2 | Jan Kuchta           | 2    | 0 | 0  |
| 2 | Martin Minčev        | 2    | 0 | 0  |
| 2 | Lukáš Haraslín       | 2    | 0 | 0  |
| 1 | Jakub Pešek          | 1    | 0 | 0  |
| 1 | Lukáš Sadílek        | 1    | 0 | 0  |
| 1 | Adam Karabec         | 0    | 1 | 0  |

### Žluté karty
|   | Hráč                 | Liga | P | EP |
| - | -------------------- | ---- | - | -- |
| 5 | David Pavelka        | 5    | 0 | 0  |
| 3 | Tomáš Čvančara       | 3    | 0 | 0  |
| 3 | Adam Karabec         | 2    | 0 | 1  |
| 3 | Jakub Jankto         | 3    | 0 | 0  |
| 2 | Jan Fortelný         | 0    | 0 | 2  |
| 2 | Jaroslav Zelený      | 2    | 0 | 0  |
| 2 | Asger Sørensen       | 2    | 0 | 0  |
| 2 | Lukáš Sadílek        | 2    | 0 | 0  |
| 2 | Kryštof Daněk        | 2    | 0 | 0  |
| 1 | Dávid Hancko         | 0    | 0 | 1  |
| 1 | Tomáš Wiesner        | 0    | 0 | 1  |
| 1 | Václav Drchal        | 1    | 0 | 0  |
| 1 | Martin Minčev        | 1    | 0 | 0  |
| 1 | Jan Mejdr            | 1    | 0 | 0  |
| 1 | Martin Vitík         | 1    | 0 | 0  |
| 1 | Matěj Kovář          | 1    | 0 | 0  |
| 1 | Casper Højer Nielsen | 1    | 0 | 0  |

### Červené karty
| Vyloučení | Hráč           | Liga | P | EP |
| --------- | -------------- | ---- | - | -- |
| 1         | Jan Kuchta     | 1    | 0 | 0  |
| 1         | Tomáš Čvančara | 1    | 0 | 0  |
| 1         | Jan Fortelný   | 0    | 1 | 0  |

## Přátelská utkání
| 25. června 2022 | AC Sparta Praha | 2 : 1 | FK Dukla Praha | Strahov, Praha |  |  |
|                 |                 |       |                |                |  |  |
|                 |                 |       |                |                |  |  |

| 30. června 2022 | AC Sparta Praha | 3 : 0 | SFC Opava | Strahov, Praha |  |  |
|                 |                 |       |           |                |  |  |
|                 |                 |       |           |                |  |  |

| 6. července 2022 | AC Sparta Praha | 2 : 0 | HNK Rijeka | Sportzentrum Landskron, Villach |  |  |
|                  |                 |       |            |                                 |  |  |
|                  |                 |       |            |                                 |  |  |

| 9. července 2022 | AC Sparta Praha | 0 : 1 | Wolfsberger AC | Lavanttal-Arena, Wolfsberg |  |  |
|                  |                 |       |                |                            |  |  |
|                  |                 |       |                |                            |  |  |

| 13. července 2022 | AC Sparta Praha | 1 : 1 | Paksi FC | Völkermarkt |  |  |
|                   |                 |       |          |             |  |  |
|                   |                 |       |          |             |  |  |